# The Assam Tribune
The Assam Tribune è un giornale indiano di lingua inglese fondato il 4 agosto 1939.
Inizialmente pubblicato da Dibrugarh, è ora pubblicato da Guwahati e Dibrugarh.
L'attuale direttore è Prafulla Govinda Baruah.